# Pulchralata fowleri
Pulchralata fowleri är en fjärilsart som beskrevs av Fletcher 1956. Pulchralata fowleri ingår i släktet Pulchralata och familjen mätare. Inga underarter finns listade.